# Ol'ga Borisovna Ljubimova
Ol'ga Borisovna Ljubimova (in russo Ольга Борисовна Любимова?; Mosca, 31 dicembre 1980) è una politica e giornalista russa, ministro della cultura della Federazione Russa dal 21 gennaio 2020.
Prima del suo attuale incarico, Ljubimova è stata Vice Ministro della Cultura dal 2015 e capo del dipartimento cinematografico dal 2018. È figlia di Boris Ljubimov (attualmente presidente della Scuola superiore del teatro Michail Ščepkin) e pronipote dell'attore Vasilij Kačalov.

## Biografia
Dopo un'infelice iscrizione a un liceo ortodosso che in seguito avrebbe paragonato a un campo di addestramento di al-Qaeda, Ljubimova si è laureata in giornalismo all'Università statale di Mosca e ha studiato teatro presso l'Istituto russo di arti teatrali.
Dagli anni 2000 ha lavorato spesso in televisione, a spettacoli tra cui Vzgljad, Orthodox e Orthodox Calendar. Dal 2016 è a capo della direzione dei programmi sociali e giornalistici di Channel One.
La sua nomina a Ministro della Cultura, nel gennaio 2020, è stata controversa a causa dei precedenti post su LiveJournal di Ljubimova in cui diceva che "non sopportava di andare a mostre, musei, opera" e ha spiegato che "sono stata al British Museum, alla National Gallery e ad alcuni dozzine di altri musei europei e russi e credo di aver perso tempo lì". Tuttavia, ha ricevuto il sostegno del critico cinematografico Anton Dolin, che ha detto che "ama la cultura, o almeno il cinema".
Il 21 gennaio 2020, con la nascita del Governo Mišustin I, è l'unica donna ministro al suo interno (della cultura).
Il 6 maggio 2020, il segretario stampa di Olga Ljubimova ha annunciato che lei aveva contratto il COVID-19, ma in forma lieve. Il 14 maggio Ljubimova era tornata a svolgere il suo incarico.
Il 16 dicembre 2022, sullo sfondo dell'invasione russa dell'Ucraina, è stata inclusa nell'elenco delle sanzioni dell'UE per i progetti realizzati sotto la sua guida volti a integrare le regioni dell'Ucraina illegalmente annesse. Inoltre, secondo l'Unione europea, è indirettamente coinvolta nella distruzione del patrimonio culturale ucraino, a causa della mancanza di sforzi per proteggere il patrimonio culturale nei territori occupati.  Già in precedenza era stata inclusa negli elenchi delle sanzioni dell'Ucraina.

## Vita privata
Sposata con Evgenij Aleksandrovič Baranov, giornalista e commentatore di Channel One. La coppia ha due  figli: Nikita e Varvara.